# Бучанська міська рада
Буча́нська міська́ ра́да — адміністративно-територіальна одиниця та орган місцевого самоврядування у складі Київської області. Адміністративний центр — місто обласного значення Буча.

## Загальні відомості
9 лютого 2006 року, відповідно до Постанови Верховної Ради України було віднесено селище міського типу Буча Ірпінської міської ради Київської  області  до  категорії міст та надано статус міста обласного значення. Постанова набрала чинності з 01 січня 2007 року.
- Територія міста Буча: 2658,1362 га (відповідно до рішення Київської облради від 22.10.2004 "Про встановлення меж окремих населених пунктів Київської області")
- Населення міста Буча: 31 540 осіб (станом на 1 вересня 2015 року)[2]
- Територією міста протікає річка Бучанка та Рокач.

## Історія
9 лютого 2006 року Верховна Рада України віднесла селище міського типу Буча Ірпінської міської ради Київської області до категорії міст та надати йому статус міста обласного значення.

## Населені пункти
Міській раді підпорядковані населені пункти:
- м. Буча

## Склад ради
Рада складається з 34 депутатів та голови.
- Бучанський міський голова: Федорук Анатолій Петрович
- Секретар ради:

### Керівний склад попередніх скликань
| Прізвище, ім'я, по батькові | Основні відомості                                  | Дата обрання | Дата звільнення |
| --------------------------- | -------------------------------------------------- | ------------ | --------------- |
| Федорук Анатолій Петрович   | Міський голова, 1972 року народження, безпартійний | 30.10.2010   | 25.10.2015      |
| Федорук Анатолій Петрович   | Міський голова, 1972 року народження, безпартійний | 25.10.2015   |                 |

Примітка: таблиця складена за даними сайту ЦВК

#### Депутати VII скликання
За результатами місцевих виборів 2015 року депутатами ради стали:

##### За суб'єктами висування
| Суб'єкт висування                                          | Кількість обраних депутатів | %     |
| ---------------------------------------------------------- | --------------------------- | ----- |
| Політична партія «Нові обличчя»                            | 8                           | 23.53 |
| Політична партія Всеукраїнське об'єднання «Батьківщина»    | 6                           | 17.65 |
| Партія захисників Вітчизни                                 | 6                           | 17.65 |
| Партія Блок Петра Порошенка «Солідарність»                 | 6                           | 17.65 |
| Політична партія «Наш край»                                | 3                           | 8.82  |
| Політична партія Всеукраїнське об'єднання «Свобода»        | 3                           | 8.82  |
| Політична партія «Українське Об'єднання патріотів — УКРОП» | 2                           | 5.88  |

##### За округами
| № округу                                                   | Прізвище, ім'я, по батькові        | Дата нар.  | Освіта              | Партійна приналежність                                           | Відомості                                                                                                 |
| ---------------------------------------------------------- | ---------------------------------- | ---------- | ------------------- | ---------------------------------------------------------------- | --- |
| Політична партія «Нові обличчя»                            |                                    |            |                     |                                                                  | |
| пк                                                         | Олексюк Василь Павлович            | 22.05.1974 | вища                | безпартійний                                                     | Бучанська міська рада, секретар Бучанської міської ради                                                   |
| 23                                                         | Мостіпака Сергій Васильович        | 07.06.1985 | вища                | безпартійний                                                     | Приватний підприємець                                                                                     |
| 12                                                         | Якубенко Віталій Анатолійович      | 18.08.1975 | вища                | безпартійний                                                     | КП "УЖКГ «Гостомель», начальник транспортної дільниц                                                      |
| 30                                                         | Березинець Олена Едуардівна        | 05.11.1957 | вища                | безпартійна                                                      | пенсіонер                                                                                                 |
| 32                                                         | Великодний Андрій Вікторович       | 11.04.1971 | вища                | безпартійний                                                     | тимчасово не працює                                                                                       |
| 28                                                         | Сусліна Людмила Володимирівна      | 23.04.1983 | вища                | безпартійна                                                      | Сектору взаємодії із засобами масової інформації секретаріату Київської міської ради, головний спеціаліст |
| 27                                                         | Черненко Олег Вікторович           | 14.07.1973 | вища                | безпартійний                                                     | Дозвільна система Ірпінського МВ ГУ МВС України в Київській області, старщий інспектор                    |
| 15                                                         | Кухаренко Вячеслав Миколайович     | 08.02.1975 | вища                | безпартійний                                                     | Приватний підприємець                                                                                     |
| ПАРТІЯ "БЛОК ПЕТРА ПОРОШЕНКА «СОЛІДАРНІСТЬ»                |                                    |            |                     |                                                                  | |
| пк                                                         | Войналович Людмила Миколаївна      | 04.06.1978 | вища                | член ПАРТІЇ "БЛОК ПЕТРА ПОРОШЕНКА «СОЛІДАРНІСТЬ»                 | Приватний підприємець                                                                                     |
| 26                                                         | Григорусь Микола Павлович          | 01.01.1957 | вища                | член ПАРТІЇ "БЛОК ПЕТРА ПОРОШЕНКА «СОЛІДАРНІСТЬ»                 | Фізична особа-підприємець                                                                                 |
| 25                                                         | Карпенко Алла Василівна            | 07.02.1978 | вища                | член ПАРТІЇ "БЛОК ПЕТРА ПОРОШЕНКА «СОЛІДАРНІСТЬ»                 | Товариство з обмеженою відповідальністю «Комфорт ЛТД», директор                                           |
| 13                                                         | Цип'ящук Катерина Олександрівна    | 16.12.1979 | вища                | член ПАРТІЇ "БЛОК ПЕТРА ПОРОШЕНКА «СОЛІДАРНІСТЬ»                 | Бучанської міського управління юстиції Київської обл, начальник                                           |
| 17                                                         | Ісламова Анна Вікторівна           | 01.08.1986 | вища                | безпартійна                                                      | Головний навчальний центр «Зелена Буча», директор                                                         |
| 21                                                         | Хуторянська Ніна Віталіївна        | 08.04.1985 | вища                | член ПАРТІЇ "БЛОК ПЕТРА ПОРОШЕНКА «СОЛІДАРНІСТЬ»                 | тимчасово не працює                                                                                       |
| Партія захисників Вітчизни                                 |                                    |            |                     |                                                                  | |
| пк                                                         | Таможній Олександр Васильович      | 27.04.1975 | вища                | безпартійний                                                     | ТОВ «АГРОДАР-УКРАЇНА ПЛЮС», заступник директора                                                           |
| 33                                                         | Подкідишев Андрій Сергійович       | 17.03.1977 | вища                | безпартійний                                                     | тимчасово не працює                                                                                       |
| 21                                                         | Йощенко Микола Миколайович         | 10.09.1979 | вища                | безпартійний                                                     | ТОВ «Типографія клякса», генеральний директор                                                             |
| 22                                                         | Гарбуз Олексій Леонідович          | 10.12.1977 | вища                | член Партії захисників Вітчизни                                  | Фізична особа-підприємець                                                                                 |
| 1                                                          | Данюк Руслан Афанасійович          | 10.09.1970 | загальна середня    | член Партії захисників Вітчизни                                  | тимчасово не працює                                                                                       |
| 5                                                          | Кравчук Олександр Петрович         | 09.01.1958 | вища                | безпартійний                                                     | Бучанська міська поліклініка Київської області, лікар-невролог                                            |
| політична партія Всеукраїнське об'єднання «Батьківщина»    |                                    |            |                     |                                                                  | |
| пк                                                         | Сотніков Олег Леонідович           | 02.08.1965 | вища                | член політичної партії Всеукраїнське об'єднання «Батьківщина»    | ФОП «Хоменко МО», менеджер-управитель                                                                     |
| 3                                                          | Козак Ігор Олександрович           | 24.09.1978 | вища                | член політичної партії Всеукраїнське об'єднання «Батьківщина»    | Приватний підприємець, приватний адвокат                                                                  |
| 15                                                         | Османов Музафар Шамсединович       | 07.11.1963 | вища                | член політичної партії Всеукраїнське об'єднання «Батьківщина»    | Приватний підприємець                                                                                     |
| 20                                                         | Янковой Роман Васильович           | 13.11.1973 | вища                | член політичної партії Всеукраїнське об'єднання «Батьківщина»    | КНУТД, доцент кафедри                                                                                     |
| 31                                                         | Крупа Ганна Іванівна               | 02.06.1960 | вища                | член політичної партії Всеукраїнське об'єднання «Батьківщина»    | ЖБК «Ірпіньмаш-2», голова кооперативу                                                                     |
| 14                                                         | Квашук Олег Якович                 | 13.03.1977 | вища                | член політичної партії Всеукраїнське об'єднання «Батьківщина»    | ТОВ «Кава+», директор                                                                                     |
| політична партія Всеукраїнське об'єднання «Свобода»        |                                    |            |                     |                                                                  | |
| пк                                                         | Окоєв Іван Миколайович             | 12.07.1991 | вища                | член політичної партії Всеукраїнське об'єднання «Свобода»        | Національний університет державної податкової служби України, аспірант кафедри бухгалтерського обліку     |
| 19                                                         | Ямненко Олександр Вікторович       | 07.04.1984 | вища                | член політичної партії Всеукраїнське об'єднання «Свобода»        | ТОВ Хаммер Маркет, київ, менеджер зі збуту                                                                |
| 28                                                         | Животовський Олександр Валерійович | 11.01.1988 | професійно-технічна | безпартійний                                                     | Військова Частина А0357 м. Маріуполь бригада спецпризначення «Азов», командир взводу                      |
| Політична партія «Наш край»                                |                                    |            |                     |                                                                  | |
| пк                                                         | Наконечний Михайло Петрович        | 05.03.1950 | вища                | безпартійний                                                     | СЗОШ № 5, директор                                                                                        |
| 10                                                         | Джунь Галина Ярославівна           | 02.05.1950 | вища                | безпартійна                                                      | ЖБК «Яблунька», голова                                                                                    |
| 14                                                         | Волковський Анатолій Дмитрович     | 07.01.1969 | вища                | безпартійний                                                     | Ресторан «Старий млин», директор                                                                          |
| ПОЛІТИЧНА ПАРТІЯ «УКРАЇНСЬКЕ ОБ'ЄДНАННЯ ПАТРІОТІВ — УКРОП» |                                    |            |                     |                                                                  | |
| пк                                                         | Паустовський Дмитро Леонідович     | 08.07.1979 | загальна середня    | член ПОЛІТИЧНОЇ ПАРТІЇ «УКРАЇНСЬКЕ ОБ'ЄДНАННЯ ПАТРІОТІВ — УКРОП» | тимчасово не працює                                                                                       |
| 16                                                         | Хвостенко Віталій Вікторович       | 19.02.1984 | вища                | безпартійний                                                     | Будівельна компанія ТБС, головний інженер                                                                 |

### VI скликання
Бучанська міська рада VI скликання складалась з 36 депутатів, з яких 18 депутатів обрані по відповідних виборчих округах та 18 депутатів від політичних партій.
Вкотре міським головою був обраний Федорук Анатолій Петрович («Партія Регіонів») хоча агітував за своє «Рідне місто».
Секретарем Бучанської міської ради було обрано Бойка Ігоря Васильовича («Партія Регіонів»).

#### Депутати VI скликання
За результатами місцевих виборів 2010 року депутатами ради стали:

##### За суб'єктами висування
| Суб'єкт висування                                                                    | Кількість обраних депутатів | %    |
| ------------------------------------------------------------------------------------ | --------------------------- | ---- |
| Партія регіонів                                                                      | 7                           | 19,4 |
| Політична партія Всеукраїнське об'єднання «Батьківщина»                              | 7                           | 19,4 |
| Народна Партія                                                                       | 6                           | 16,7 |
| Політична партія «Сильна Україна»                                                    | 5                           | 13,9 |
| Політична партія «Рідне місто»                                                       | 3                           | 8,3  |
| Політична партія «УДАР (Український Демократичний Альянс за Реформи) Віталія Кличка» | 3                           | 8,3  |
| Громадянська партія «ПОРА»                                                           | 2                           | 5,6  |
| Партія Християнсько-Демократичний Союз                                               | 2                           | 5,6  |
| Самовисування                                                                        | 1                           | 2,8  |

##### За округами
| № округу                                                                             | Прізвище, ім'я, по батькові      | Дата визнання обраним | Освіта             | Партійна приналежність                                                                     | Відомості про обраного депутата                                    |
| ------------------------------------------------------------------------------------ | -------------------------------- | --------------------- | ------------------ | ------------------------------------------------------------------------------------------ | ------------------------------------------------------------------ |
| Громадянська партія «ПОРА»                                                           |                                  |                       |                    |                                                                                            |                                                                    |
| 5                                                                                    | Остапа Світлана Віталіївна       | 05.11.2010            | вища               | позапартійна                                                                               | ТОВ «Телекритика», олгядач                                         |
| 16                                                                                   | Григорусь Микола Павлович        | 05.11.2010            | вища               | позапартійний                                                                              | фізична особа-підприємець                                          |
| Народна Партія                                                                       |                                  |                       |                    |                                                                                            |                                                                    |
| б/м                                                                                  | Щербаненко Юрій Анатолійович     | 05.11.2010            | вища               | позапартійний                                                                              | фізична особа-підприємець                                          |
| б/м                                                                                  | Кравчук Олександр Петрович       | 05.11.2010            | вища               | член Народної партії                                                                       | Бучанська міська поліклініка, лікар                                |
| 1                                                                                    | Таможній Олександр Васильович    | 05.11.2010            | вища               | член Народної партії                                                                       | фізична особа-підприємець                                          |
| 7                                                                                    | Паламарчук Олег Володимирович    | 05.11.2010            | вища               | член Народної партії                                                                       | Тепло комун-сервіс, оператор                                       |
| 8                                                                                    | Якубенко Віталій Анатолійович    | 05.11.2010            | середня спеціальна | член Народної партії                                                                       | тимчасово не працює                                                |
| 14                                                                                   | Йощенко Микола Миколайович       | 05.11.2010            | вища               | член Народної партії                                                                       | ТОВ «Типографія клякса», комерційний директор                      |
| Партія регіонів                                                                      |                                  |                       |                    |                                                                                            |                                                                    |
| б/м                                                                                  | Бойко Ігор Васильович            | 05.11.2010            | вища               | член Партії регіонів                                                                       | Тенісний клуб «Кампа», заступник директора                         |
| б/м                                                                                  | Долганова Лілія Георгіївна       | 05.11.2010            | вища               | позапартійна                                                                               | Національна академія педагогічних наук, керівник прес — служби     |
| б/м                                                                                  | Федорченко Михайло Васильович    | 17.09.2012            | вища               | член Партії регіонів                                                                       | приватний підприємець                                              |
| 3                                                                                    | Синецька Людмила Русланівна      | 05.11.2010            | вища               | член Партії регіонів                                                                       | ГНЦ «Зелена Буча», директор                                        |
| 12                                                                                   | Олексієнко Євген Олександрович   | 05.11.2010            | вища               | член Партії регіонів                                                                       | ПП «Апекс-Альянс», директор                                        |
| 17                                                                                   | Толочин Віталій Володимирович    | 05.11.2010            | середня            | член Партії регіонів                                                                       | ТОВ «Сталь профіль», директор                                      |
| 18                                                                                   | Лук'яненко Володимир Олексійович | 05.11.2010            | середня            | член Партії регіонів                                                                       | фізична особа-підприємець                                          |
| Партія Християнсько-Демократичний Союз                                               |                                  |                       |                    |                                                                                            |                                                                    |
| 13                                                                                   | Архипенко Світлана Павлівна      | 05.11.2010            | незакінчена вища   | член Партії Християнсько-Демократичний Союз                                                | Бучанська міська рада, начальник служби у справах дітей            |
| 15                                                                                   | Карпенко Алла Василівна          | 05.11.2010            | вища               | член Партії Християнсько-Демократичний Союз                                                | Бучанська міська рада, завідувач відділом державної реєстрації     |
| Політична партія Всеукраїнське об'єднання «Батьківщина»                              |                                  |                       |                    |                                                                                            |                                                                    |
| б/м                                                                                  | Квашук Олег Якович               | 05.11.2010            | вища               | член Всеукраїнського об'єднання «Батьківщина»                                              | ТОВ «Правник», заступник директора                                 |
| б/м                                                                                  | Джам Оксана Іванівна             | 05.11.2010            | вища               | член Всеукраїнського об'єднання «Батьківщина»                                              | Бучанська міська поліклініка, завідувачка педіатричного відділення |
| б/м                                                                                  | Янковой Роман Васильович         | 05.11.2010            | вища               | член Всеукраїнського об'єднання «Батьківщина»                                              | КНУТД, доцент                                                      |
| б/м                                                                                  | Антонюк Ольга Василівна          | 05.11.2010            | вища               | член Всеукраїнського об'єднання «Батьківщина»                                              | тимчасово не працює                                                |
| 4                                                                                    | Чечило Андрій Володимирович      | 05.11.2010            | вища               | член Всеукраїнського об'єднання «Батьківщина»                                              | фізична особа-підприємець                                          |
| 10                                                                                   | Османов Музафар Шамсединович     | 05.11.2010            | вища               | член Всеукраїнського об'єднання «Батьківщина»                                              | фізична особа-підприємець                                          |
| 11                                                                                   | Ангел Іван Ярославович           | 05.11.2010            | вища               | член Всеукраїнського об'єднання «Батьківщина»                                              | тимчасово не працює                                                |
| Політична партія «Рідне місто»                                                       |                                  |                       |                    |                                                                                            |                                                                    |
| б/м                                                                                  | Косенко Віталій Вікторович       | 05.11.2010            | вища               | член Політичної партії «Рідне місто»                                                       | ТОВ «Техпромсервіс ЛТД», директор                                  |
| б/м                                                                                  | Великодний Андрій Вікторович     | 05.11.2010            | середня спеціальна | член Політичної партії «Рідне місто»                                                       | приватний підприємець                                              |
| 2                                                                                    | Корольова Ірина Броніславівна    | 05.11.2010            | середня спеціальна | член Політичної партії «Рідне місто»                                                       | фізична особа-підприємець                                          |
| Політична партія «Сильна Україна»                                                    |                                  |                       |                    |                                                                                            |                                                                    |
| б/м                                                                                  | Олексюк Василь Павлович          | 05.11.2010            | вища               | член Політичної партії «Сильна Україна»                                                    | ТОВ"Правник", директор                                             |
| б/м                                                                                  | Федорук Лариса Петрівна          | 05.11.2010            | вища               | член Політичної партії «Сильна Україна»                                                    | Відділ освіти Бучанської міської ради, начальник                   |
| б/м                                                                                  | Гайдай Олег Олександрович        | 05.11.2010            | вища               | член Політичної партії «Сильна Україна»                                                    | Бучанська Українська гімназія, вчитель                             |
| б/м                                                                                  | Бєлоруков Анатолій Валерійович   | 05.11.2010            | вища               | член Політичної партії «Сильна Україна»                                                    | ТОВ"Техпромсервіс", заступник директора                            |
| 6                                                                                    | Джунь Ганна Ярославівна          | 05.11.2010            | вища               | член Політичної партії «Сильна Україна»                                                    | ЖБК № 11 «Яблунька», голова ЖБК                                    |
| Політична партія «УДАР (Український Демократичний Альянс за Реформи) Віталія Кличка» |                                  |                       |                    |                                                                                            |                                                                    |
| б/м                                                                                  | Михайлюк Володимир Мирославович  | 05.11.2010            | вища               | член Політичної партії «УДАР (Український Демократичний Альянс за Реформи) Віталія Кличка» | ТОВ «Нікіта мобайл Україна», технічний Директор                    |
| б/м                                                                                  | Михайлов Максим Олексійович      | 05.11.2010            | вища               | член Політичної партії «УДАР (Український Демократичний Альянс за Реформи) Віталія Кличка» | фізична особа-підприємець                                          |
| б/м                                                                                  | Антипов Дмитро Олександрович     | 05.11.2010            | вища               | член Політичної партії «УДАР (Український Демократичний Альянс за Реформи) Віталія Кличка» | помічник-консультант депутата Київської обласної ради              |
| Самовисування                                                                        |                                  |                       |                    |                                                                                            |                                                                    |
| 9                                                                                    | Корж Дмитро Сергійович           | 01.12.2013            | середня            | член Народної партії                                                                       | тимчасово не працює                                                |

#### Комісії
Відповідно до законодавства в раді створено та діє 7 постійних депутатських комісій.
1. Комісія з питань регламенту, правової політики, депутатської етики та контролю за виконанням рішень ради та її виконавчого комітету:
  - Голова комісії — Бєлоруков Анатолій Валерійович («Сильна Україна»);
  - Заступник голови комісії — Антонюк Ольга Василівна (ВО «Батьківщина»);
  - Секретар комісії — Корольова Ірина Броніславівна, («Рідне місто»);

Члени комісії — Османов Музафар Шамсединович (ВО «Батьківщина»), Карпенко Алла Василівна («Християнсько-Демократичний Союз»).
2. Комісія з питань економічного планування, бюджету, фінансів та інвестування:
  - Голова комісії — Косенко Віталій Вікторович, («Рідне місто»);
  - Заступник голови комісії — Квашук Олег Якович (ВО «Батьківщина»);
  - Секретар комісії — Синецька Людмила Русланівна, («Партія Регіонів»);

Члени комісії — Йощенко Микола Миколайович («Народна партія»), Джунь Галина Ярославівна, («Сильна Україна»)
3. Комісія з питань містобудування та природокористування:
  - Голова комісії — Шкаврон Микола Іванович («Партія Регіонів»)
  - Заступник голови комісії — Чечило Андрій Володимирович (ВО «Батьківщина»)
  - Секретар комісії — Толочин Віталій Володимирович («Партія Регіонів»)

Члени комісії — Антипов Дмитро Олександрович («УДАР Віталія Кличка»), Гайдай Олег Олександрович («Сильна Україна»).
4. Комісія з питань соціально-економічного розвитку, підприємництва та житлово-комунального господарства:
  - Голова комісії — Олексюк Василь Павлович («Сильна Україна»)
  - Заступник голови комісії — Паламарчук Олег Володимирович («Народна партія»)
  - Секретар комісії — Лук'яненко Володимир Олексійович («Партія Регіонів»)

Члени комісії — Михайлов Максим Олексійович («УДАР Віталія Кличка»), Янковий Роман Васильович (ВО «Батьківщина»).
5. Комісія з питань охорони здоров'я, соціального захисту, екології та проблем Чорнобильської катастрофи:
  - Голова комісії — Джам Оксана Іванівна (ВО «Батьківщина»);
  - Заступник голови комісії — Кравчук Олександр Петрович («Народна партія»);
  - Секретар комісії — Архипенко Світлана Павлівна («Християнсько-Демократичний Союз»);

Члени комісії — Олексієнко Євген Олександрович («Партія Регіонів»), Ангел Іван Ярославович (ВО «Батьківщина»).
6. Комісія з питань освіти, культури, спорту, справ молоді та гуманітарних питань:
  - Голова комісії — Михайлюк Володимир Мирославович («УДАР Віталія Кличка»)
  - Заступник голови комісії — Федорук Лариса Петрівна («Сильна Україна»)
  - Секретар комісії — Остапа Світлана Віталіївна ("ПОРА)

Члени комісії — Долганова Лілія Георгіївна («Партія Регіонів»), Якубенко Віталій Анатолійович («Народна партія»).
7. Комісія з питань транспорту, зв'язку, торгівлі та побутового обслуговування:
  - Голова комісії — Таможній Олександр Васильович, («Народна партія»)
  - Заступник голови комісії — Франко Олександр Анатолійович («Партія Регіонів»)
  - Секретар комісії — Великодний Андрій Вікторович («Рідне місто»)

Члени комісії — Григорусь Микола Павлович («ПОРА»), Щербаненко Юрій Анатолійович («Народна партія»).

#### Депутатські фракції
Депутатських фракцій або груп в наш час[коли?] офіційно немає. Але існують неофіційні два угрупування[джерело?]. Це:
- «Блок Федорука» до якого входять близько 11 представників партій «Рідне місто», «Сильна Україна» та «Християнсько-Демократичний Союз», а саме; Косенко В. В., Бєлоруков А. В., Великодний А. В., Корольова І. Б. Олексюк В. П., Федорук Л. П., Гайдай О. О., Джунь Г. Я., Карпенко А. В., Архіпенко С. В. на чолі з міським головою Федоруком А. П.
- «Група трьох» («Партія Регіонів», ВО «Батьківщина» та «Народна партія»). До їх складу входять всі 21 представники цих партій, а саме: Бойко І. В., Шкаврон М. І., Синецька Л. Р., Толочин В. В., Лук'яненко В. О., Олексієнко Є. О., Долганова Л. Г., Франко О. А., Чечило А. В., Квашук О. Я., Янковий Р. В., Джам О. І., Османов М. Ш., Ангел І. Я., Антонюк О. В., Таможній О. В., Йощенко М. М., Щербаненко Ю. В., Паламарчук О. В., Кравчук О. П., Якубенко В. А.

### V скликання
Бучанська міська рада V скликання становила 34 депутатів. Бучанський міський голова — Федорук Анатолій Петрович.

#### Комісії
В раді діяли 7 постійних депутатських комісій.
1. з питань регламенту, правової політики, депутатської етики та контролю за виконанням рішень ради та її виконавчого комітету.
2. з питань економічного планування, бюджету та фінансів.
3. з питань охорони здоров'я, соціального захисту та проблем Чорнобильської катастрофи.
4. з питань містобудування, природокористування, охорони довкілля.
5. з питань освіти, спорту, культури, справ молоді та гуманітарних питань.
6. з питань соціально-економічного розвитку, підприємництва та житлово-комунального господарства.
7. з питань транспорту, зв'язку та побутового обслуговування населення.

#### Депутатські фракції
В липні 2006 року була утворена депутатська група "Націонал-патріотичного спрямування «Правиця», яка на сьогоднішній день складає — 5 депутатів (І. Г. Лисенко — керівник групи, І. С. Бартків, С. В. Остапа, М. П. Григорусь, С. П. Архіпенко).
В грудні 2006 була створена депутатська група «Злагода» — 18 депутатів (Н. О. Верес — керівник групи, О. В. Таможній, О. В. Паламарчук, О. П. Кравчук, С. Д. Корж, А. В. Чечило, Н. В. Валяр, Є. В. Шевчук, М. Ш. Османов, А. Ш. Гейдаров, С. В. Скидан, М. М. Боброва, С. Н. Яцук, Г. Я. Джунь, Т. П. Кравченко, В. В. Тарнавський, С. М. Коваленко, М. І. Ямненко), яка проіснувала кілька місяців і почала розкладатись. Першими вийшли вже БЮТівці А. В. Чечило, Є. В. Шевчук, М. Ш. Османов, А. Ш. Гейдаров (двоє останніх йшли в депутати від партії промисловців та підприємців). На сьогоднішній день цієї групи де-факто не існує, хоч офіційно і про вихід депутатів, і про ліквідації групи рада не інформувалась.
Також діяли не легалізовані фракції
- БЮТу (А. В. Чечило — керівник, Є. В. Шевчук, М. Ш. Османов, А. Ш. Гейдаров, Н. В. Валяр, С. В. Скидан та О. І. Марощак).
- Блок Литвина (О. В. Таможній — керівник, О. В. Паламарчук, О. П. Кравчук, С. Д. Корж).
- група без назви (М. П. Крижова — керівник, Н. О. Верес, С. Н. Яцук, Г. Я. Джунь, Т. П. Кравченко, А. В. Карпенко, С. М. Коваленко)[6]

## Установи, засновані радою

### Бучанське бюро технічної інвентаризації
Комунальне підприємство «Бучанське бюро технічної інвентаризації», також КП «Бучанське БТІ» — здійснює у місті Буча технічну інвентаризацію об'єктів нерухомого майна, державну реєстрацію правоустановлюючих документів на них, оцінку та облік нерухомості (крім земельних ділянок).
Станом на липень 2011 на підприємстві працює 16 чоловік.
Директор підприємства — Микола Глущенко.
Підприємством сформований власний архів, до якого були передані всі архівні справи бучанців, що знаходилися у «відомстві» «Ірпінського БТІ». Станом на липень 2011 підприємство має близько чотирьох тисяч справ.
Бучанське БТІ зареєстроване у квітні 2008. Засновником є Бучанська міська рада. Наприкінці 2010 підприємство отримало доступ до електронного реєстру прав власності на нерухоме майно здійснення державної реєстрації.
За листопад 2010 — лютий 2011 прийнято близько 600 заявок від населення.

### Бучанське управління житлово-комунального господарства
«Бучанське управління житлово-комунального господарства» (КП «БУЖКГ») — комунальне підприємство Бучанської міської ради, засноване в 1999 для утримання, обслуговування та поточного ремонту житлового фонду Бучі.
Станом на 2011 число працюючих — 161. Підприємство:
- обслуговує 133 будинки
- оперує аварійною службою
- прибирає території парків і скверів від сміття та опалого листя
- поливає, очищує від снігу і посипає піщано-сольовою сумішшю дороги
- обслуговує 72 кілометри мережі зовнішнього освітлення міста, 2060 світильників, 8 трансформаторних підстанцій. Протягом 2010 підприємство виконало робіт на суму 193,5 тис. грн[9].
- обслуговує три кладовища[10]

## Виноски
1. ↑  Про віднесення селища міського типу Буча Ірпінської місько... |  від 09.02.2006 № 3434-IV. zakon3.rada.gov.ua. Архів оригіналу за 4 березня 2016. Процитовано 21 травня 2017.
2. ↑  Головне управління статистики у Київській області. Чисельність населення на 1 вересня 2015 року. Архів оригіналу за 13 липня 2015. Процитовано 22 жовтня 2015.
3. ↑  Бучанська міська рада. Результати виборів міського голови від 25 жовтня 2015 року. Архів оригіналу за 8 листопада 2015. Процитовано 9 листопада 2015.
4. ↑  Бучанська міська рада. Результати виборів депутатів від 25 жовтня 2015 року. ЦВК. Архів оригіналу за 1 листопада 2015. Процитовано 9 листопада 2015.
5. ↑  Бучанська міська рада. Результати виборів депутатів від 30 жовтня 2010 року. ЦВК. Процитовано 16 квітня 2015.[недоступне посилання з серпня 2019]
6. ↑  Хто є хто в Бучанській раді. Архів оригіналу за 31 жовтня 2010. Процитовано 13 листопада 2010. [Архівовано 2010-10-31 у Wayback Machine.]
7. ↑  Людмила Гладська. Робота та перспективи «Бучанського Бюро технічної інвентаризації» [Архівовано 17 вересня 2011 у Wayback Machine.] газета: «Бучанські новини» № 26 від 8 липня 2011 року
8. ↑  bucha.com.ua [Архівовано 18 березня 2011 у Wayback Machine.] Людмила Гладська. Ліфти у Бучі переведуть на карткову систему. «Бучанські новини» № 9 (366), 11 березня 2011, сторінка 2
9. ↑  Бучанські новини № 4 (361) 4 лютого 2011, стор. 3. «Бучанське ЖКГ: Про електропостачання будинків та освітлення вулиць міста». Посилання [Архівовано 27 січня 2013 у Wayback Machine.]
10. ↑  Газета «Бучанські новини» № 10 (367), 18 березня 2011, стор. 4. «День працівників ЖКГ».